# 12-cm-Minimalschartenkanone M.96
Die 12-cm-Minimalschartenkanone M.96 (kurz: 12-cm-MSK M.96) war eine österreich-ungarische Minimalschartenkanone, welche ab 1896 in Festungen und Werken verbaut wurde.

## Technische Beschreibung

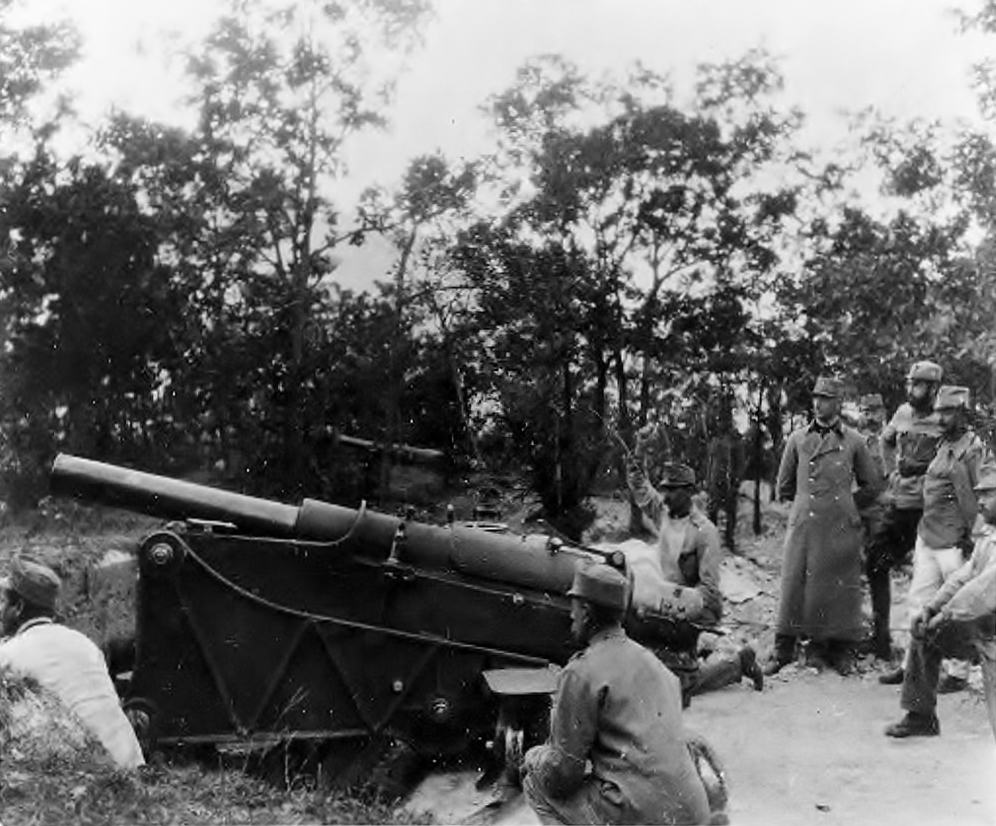
12-cm-Minimalschartenkanone M.96 in offener Stellung im Werk Mattarello bei Trient

Die 12-cm-Minimalschartenkanone M.96 bestand aus Stahlbronze und lag in einer röhrenförmigen Rohrwiege. In dieser Rohrwiege verblieb das Geschützrohr auch beim Rückstoß nach dem Schuss und beim wieder nach vorne gleiten. Am Mantelrohr befand sich ein Flachkeilverschluss.
Die Lafette der 12-cm-Minimalschartenkanone M.96 war eine Vorderpivotlafette und setzte sich aus einer Ober- und Unterlafette zusammen. Die Oberlafette bestand aus der Rohrwiege mit der Brems- und Vorholeinrichtung. Die Unterlafette bestand aus den Lafettenwänden mit Höhenrichtmaschine, der Schwenkvorrichtung und dem Gegengewichtsgehänge. Oberhalb der Lafettenwände befand sich rechts und links je ein Visierkornträger und darauf ein Visierkorn. Wenn diese nicht gebraucht wurden, konnten sie nach hinten abgeklappt werden. Die beiden Lafettenwände selber wurden durch Rippen verstärkt und vorn durch den Stirnriegel und die Pivottraverse, hinten durch die Rolltraverse miteinander verbunden.
Die Höhenrichtmaschine bestand aus einer Zahnbogenrichtmaschine mit einem Schneckenantrieb. Durch die Drehung der Handräder wurde ein Kegelrad auf der Richtradwelle in Bewegung gesetzt, wodurch sich das Geschützrohr nach oben oder unten bewegte. Mit Hilfe der Gegengewichte wurde das Höhenrichten stark vereinfacht. Die Gegengewichte hingen an je zwei Drahtseilen. Das Schwenken zu den Seiten wurde mittels Schwenkrädern durchgeführt. Ein spezieller Schneckenantrieb griff beim Drehen der Handräder für das seitliche Richten und gab die Kraft an die beiden Räder an der hinteren Traverse der Lafette weiter.
Die Kasemattenbettung der 12-cm-Minimalschartenkanone M.96 bestand aus einem Bettungsrahmen und einem eisernen Bettungsbogen, welcher teilweise in der Betonunterlage versenkt war. Auf dem Bettungsrahmen befand sich der Pivotblock, welcher durch Ankerschrauben mit diesem fest verschraubt war. Der Bettungsbogen bestand aus einer längeren (außen) und einer kürzeren (innen) Bogenschiene. In dieser war eine Stricheinteilung aus Messing für das seitliche Richten versenkt. Zwischen den beiden Bogenschienen befanden sich die beiden Räder, welche das Geschütz nach rechts oder links bewegten.

## Einsatz

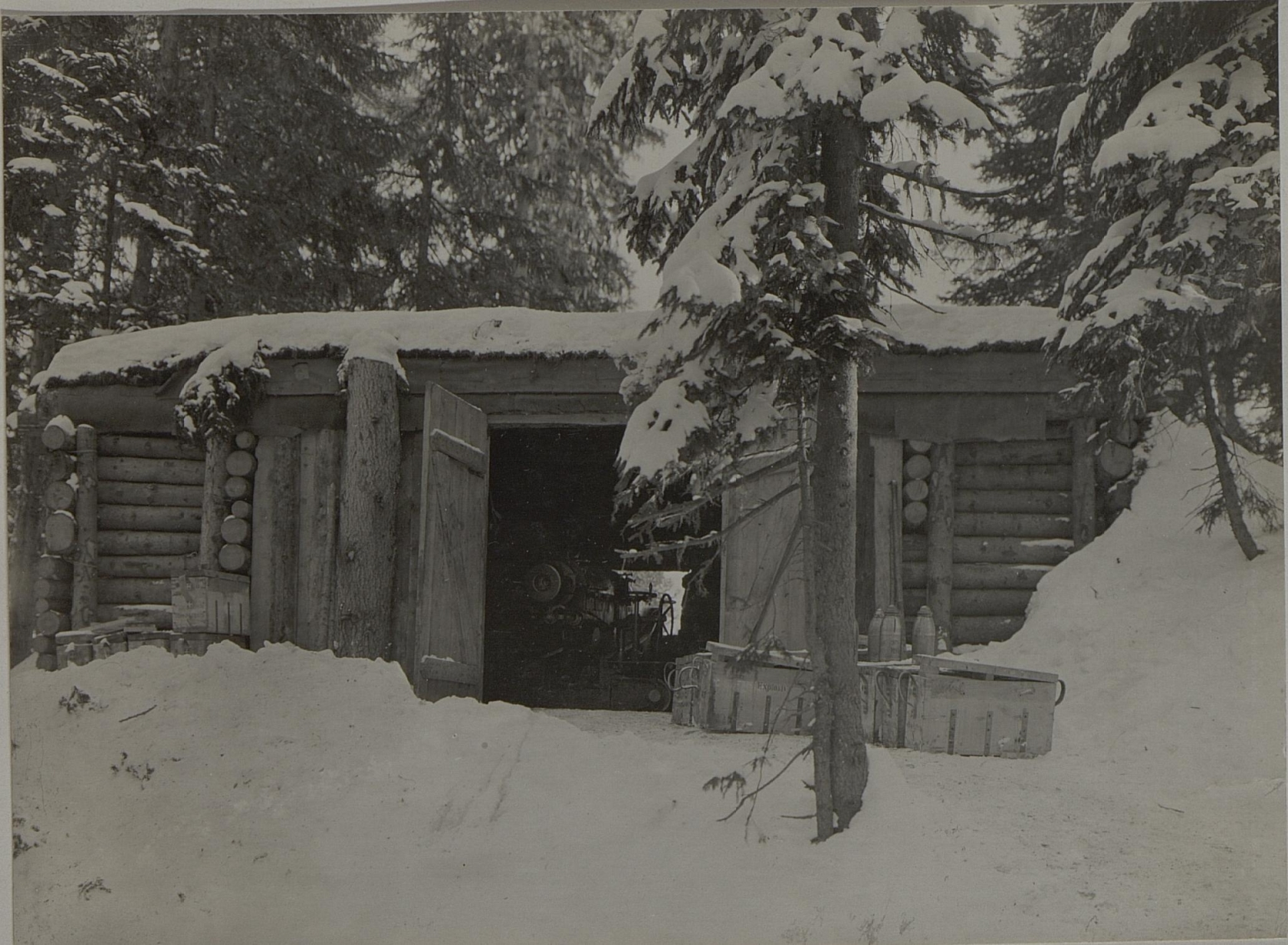
12-cm-Minimalschartenkanone M.96 auf dem Cherzplateau

Zum Einsatz kam das Geschütz hauptsächlich in Bunkern oder offenen Stellungen. Dabei kam das Geschütz oftmals in den Bunker- und Felsfestungen an der Alpenfront des Ersten Weltkrieges zum Einsatz, so unter anderem bei der Batterie La Corte auf in einer Stellung auf dem Cherz-Plateau auf 1900 m Höhe, einige Kilometer südöstlich von Corvara. Dieses Geschütz wurde von der 96. Infanterie-Brigade bedient. Es befand sich hierbei in einer kleinen, als Schutzhütte getarnten Stellung. Im Fort Hermann befanden sich insgesamt vier dieser Minimalschartenkanonen. Zum Ende des Krieges war eine dieser Kanonen das einzige noch intakte Geschütz in diesem Werk.